# Kathryn Hays
Kathryn Hays (* 26. Juli 1934 in Princeton, Illinois; † 25. März 2022 in Fairfield, Connecticut, eigentlich Kay Piper) war eine US-amerikanische Schauspielerin, die vor allem durch ihre Rolle als Kim Hughes in der CBS-Seifenoper Jung und Leidenschaftlich – Wie das Leben so spielt von 1972 bis 2010 bekannt wurde.

## Leben und Karriere

### Frühe Jahre
Hays wurde am 26. Juli 1934 als Kay Piper in Princeton, Illinois, als einziges Kind von Roger und Daisy (Hays) Piper geboren. Ihre Eltern ließen sich kurz nach ihrer Geburt scheiden. Hays wuchs bei ihrer Mutter, einer Buchhalterin und Bankerin, und ihrem Stiefvater, dem Verkäufer Arnold Gottlieb, auf.
Sie wuchs in Joliet auf. Dort besuchte sie Kurse an der „Northwestern University“ und arbeitete als Model. 1962 änderte sie ihren Namen in Kathryn Hays, wobei sie den Mädchennamen ihrer Mutter als Nachnamen verwendete.

### Episodenweise Fernsehauftritte
Zu Beginn ihrer Karriere hatte Hays zahlreiche Gastauftritte in Fernsehserien, wie auch noch später in ihrer Karriere. Hays hatte unter anderem auch in Bonanza (1963), Alfred Hitchcock zeigt (1965) und Solo für O.N.C.E.L. (1965) Gastauftritte. 1968 trat sie in Raumschiff Enterprise in der Episode Der Plan der Vianer als stumme Außerirdische mit Heilkräften auf. Von 1966 bis 1967 trat sie in 29 Folgen der Fernsehserie The Road West auf. 1971 spielte sie in Springfield Story die Krankenschwester Leslie Jackson Bauer, RN.
In einem Interview mit der Website „We Love Soaps“ aus dem Jahr 2010 sagte Hays über ihre frühen Auftritte: „Es war eine großartige Zeit, um eine Karriere zu beginnen. Damals waren die Gaststars in den Primetime–Shows fast immer Frauen. Der Hauptdarsteller war ein Mann. Die Haupthandlung war eine sehr lohnende Rolle.“
Hays trat auch in Filmen wie Der Tag der Abrechnung (1966) und Der Befehl (1967) sowie in dem Fernsehfilm Yuma (1971) als Julie Williams auf. In späteren Jahren trat sie im Fernsehen unter anderem in Law & Order (1999) und Law & Order: Special Victims Unit (2007) auf.
Mehrere Male spielte Hays in Broadway–Produktionen mit, darunter in einer regionalen Produktion von Dames at Sea mit Bernadette Peters.

### Jung und Leidenschaftlich – Wie das Leben so spielt
1972 wurde sie als Kim Sullivan Hughes in der CBS-Serie Jung und Leidenschaftlich – Wie das Leben so spielt besetzt. Hays blieb bis zur letzten Folge am 17. September 2010. Die Figur der Kim war über dreißig Jahre lang eine zentrale Heldin der Serie. In der 50. Jubiläumsfolge der Serie, die 2006 ausgestrahlt wurde, war sie prominent vertreten.
Im Mai 2020 trat sie in einer Reunion-Folge der Serie von The Locher Room auf, einer von mehreren YouTube–Folgen, in denen verschiedene Soap–Schauspieler wieder zusammenkommen auf, und war 2022 Teil einer Hommage an The Locher Room.

### Privatleben
1957 heiratete Hays in erster Ehe den Verkäufer Sidney Steinberg, mit dem sie eine Tochter namens Sherri hatte. 1966 heiratete sie den Schauspieler Glenn Ford; das Paar ließ sich 1969 scheiden. Hays dritter Ehemann war Wolfgang Lieschke, der in der Werbebranche tätig war.
Sie starb am 25. März 2022 in Fairfield, Connecticut. Zum Zeitpunkt ihres Todes lebte sie in einer Pflegeeinrichtung. Ihre Tochter, Sherri Mancusi, nahm im November 2022 an einer Fan–Hommage auf dem YouTube–Kanal The Locher Room teil, bei der Hays geehrt wurde. In dem Interview sagte Mancusi, dass ihre Mutter in den Jahren vor ihrem Tod an Demenz gelitten habe. „Mama hatte Demenz, das hat sie getötet, und die meisten Menschen mit Demenz sind gut darin, es zu verbergen“, erklärte Mancusi. „Mama war eine Oscar-Kandidatin, und sie hatte den ganzen Tag Leute bei sich zu Hause, und sie war zu diesem Zeitpunkt in Illinois. Da ich seit meiner Geburt mit einem Künstler zusammengelebt habe, weiß ich etwas über Künstler, und zwar, dass sie nicht in Rente gehen. Sie konnte zu diesem Zeitpunkt kein Auto fahren, keine Mahlzeit zubereiten oder ihr eigenes Leben führen, aber sie konnte immer noch ein Interview geben oder eine Show machen.“

## Filmografie (Auswahl)
- 1962: Hawaiian Eye (Fernsehserie, 1 Folge)
- 1963: Wide Country (Fernsehserie, 1 Folge)
- 1963: Route 66 (Fernsehserie, 1 Folge)
- 1964: Bonanza (Fernsehserie, 1 Folge)
- 1965: Alfred Hitchcock zeigt (Fernsehserie, 1 Folge)
- 1965: Die Leute von der Shiloh Ranch (Fernsehserie, 1 Folge)
- 1965: Solo für O.N.C.E.L. (Fernsehserie, 1 Folge)
- 1966: Der Tag der Abrechnung
- 1966–1967: The Road West (Fernsehserie, 29 Folgen)
- 1967: Der Befehl
- 1968: Raumschiff Enterprise (Fernsehserie, 1 Folge)
- 1969: This Savage Land (Fernsehfilm)
- 1971: Yuma (Fernsehfilm)
- 1971: Owen Marshall – Strafverteidiger (Fernsehserie, 1 Folge)
- 1972–2010: Jung und Leidenschaftlich – Wie das Leben so spielt (Fernsehserie, 1775 Folgen)
- 1999: Law & Order (Fernsehserie, 1 Folge)
- 2007: Law & Order: Special Victims Unit (Fernsehserie, 1 Folge)
- 2010: Liebe, Lüge, Leidenschaft (Fernsehserie, 1 Folge)